# Robot móvil

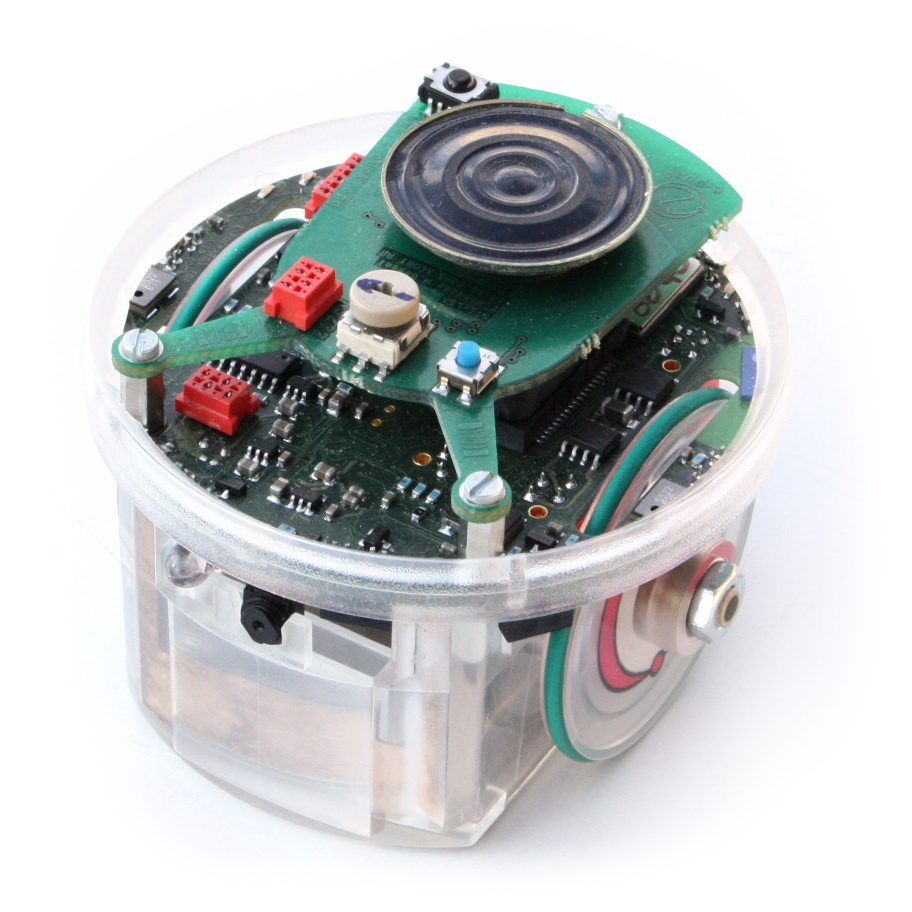
e-puck robót móvil de código abierto

Un robot móvil es una máquina automática capaz de trasladarse en cualquier ambiente dado.
Los robots móviles tienen la capacidad de moverse en su entorno y no se fijan a una ubicación física. En contraste, existen robots industriales fijos, que consisten en un brazo articulado (manipulador de multi-ligado) y una pinza de montaje (o efector de extremo) que está unida a una superficie fija.
Los robots móviles son un foco importante de la investigación actual y casi de cada universidad importante que tenga uno o más laboratorios que se centran en la investigación de robots móviles. Los robots móviles se encuentran también en la industria y los servicios. 